# Вирики (гміна)
Гміна Вирики (пол. Gmina Wyryki) — сільська гміна у східній Польщі. Належить до Володавського повіту Люблінського воєводства. Станом на 31 грудня 2011 у гміні проживало 2758 осіб.

## Площа
Згідно з даними за 2007 рік площа гміни становила 219.52 км², у тому числі:
- орні землі: 39.00 %
- ліси: 54.00 %

Таким чином, площа гміни становить 17.47 % площі повіту.

## Історія
Як звітував командир сотні УПА Іван Романечко («Ярий»), 7 червня 1946 року польська армія вигнала українців з усієї гміни Вирики на залізничну станцію з метою їхньої депортації до УРСР.

## Населення
Станом на 31 грудня 2011:
| Опис     | Загалом | Загалом | Чоловіки | Чоловіки | Жінки | Жінки |
| -------- | ------- | ------- | -------- | -------- | ----- | ----- |
| одиниця  | осіб    | %       | осіб     | %        | осіб  | %     |
| все      | 2758    | 100     | 1379     | 50.00    | 1379  | 50.00 |
| міське   | 0       | 100     | 0        |          | 0     |       |
| сільське | 2758    | 100     | 1379     | 50.00    | 1379  | 50.00 |

## Сусідні гміни
Гміна Вирики межує з такими гмінами: Дубова Колода, Ганна, Ганськ, Подедвуже, Соснувка, Старий Брус, Володава, Володава.

## Відомі люди
- Савинець Михайло (1925-1945) — булавний УПА, лицар Бронзового хреста бойової заслуги УПА. Загинув на території гміни.